# Václav Šimánek (politik SOCDEM)
Václav Šimánek (* 27. července 1970) je český politik a lékař-chirurg, v letech 2008 až 2016 a opět v letech 2019 až 2020 zastupitel Plzeňského kraje (v letech 2008 až 2016 též postupně radní kraje a náměstek hejtmana), bývalý radní a zastupitel obce Nezvěstice, člen SOCDEM. Od srpna 2014 je ředitelem Fakultní nemocnice Plzeň.

## Život
Po absolvování Gymnázia Blovice (1984 až 1988) vystudoval obor všeobecné lékařství na Lékařské fakultě Univerzity Karlovy v Hradci Králové (1988 až 1994, získal titul MUDr.). Vzdělání si pak ještě rozšířil postgraduálním studiem na Lékařské fakultě Univerzity Karlovy v Plzni (1999 až 2007, získal titul Ph.D.).
V letech 1994 až 1995 pracoval jako lékař na chirurgickém oddělení Krajské nemocnice Liberec a v letech 1995 až 1997 jako lékař na neurochirurgickém oddělení Fakultní nemocnice Plzeň. Po získání atestace I. stupně z chirurgie v roce 1997 přešel na chirurgickou kliniku Fakultní nemocnice Plzeň. Další specializace získal v letech 2002 (atestace II. stupně z chirurgie) a 2008 (traumatologie).
Od roku 2003 působí také jako lektor na Lékařské fakultě Univerzity Karlovy v Plzni.
Angažoval se také jako místopředseda správní rady Nadačního fondu Plzeňského kraje pro vzdělávání zdravotnických pracovníků (2010 až 2012). Od roku 2010 je členem správní rady obecně prospěšné společnosti Regionální rozvojová agentura Plzeňského kraje.
V létě 2014 se rozhodl přihlásit do výběrového řízení na post ředitele Fakultní nemocnice Plzeň. Toto jeho rozhodnutí provázely kontroverze, jelikož byl náměstkem hejtmana a mohlo tak jít o politickou trafiku. Předchozí ředitelka Jaroslava Kunová navíc skončila ve funkci po kritice ministra vnitra ČR a bývalého hejtmana Plzeňského kraje Milana Chovance, který byl v nemocnici operován a následnou léčbu provázely komplikace. Kunová přitom sama odmítla, že by na její odchod někdo tlačil.
Václav Šimánek žil v obci Nezvěstice s rodinou. V současné době žije s novou rodinou na okraji Plzně.

## Politické působení
Do politiky vstoupil, když kandidoval jako nestraník za ČSSD v komunálních volbách v roce 2006 do Zastupitelstva obce Nezvěstice na Plzeňsku a byl zvolen. Krátce nato vstoupil do ČSSD. Mandát zastupitele obce obhájil v komunálních volbách v roce 2010. V listopadu 2006 byl navíc zvolen radním obce. Také ve volbách v roce 2014 obhájil mandát obecního zastupitele. Ve volbách v roce 2018 již nekandidoval.
Do vyšší politiky se dostal po krajských volbách v roce 2008, kdy byl zvolen zastupitelem Plzeňského kraje. Mandát krajského zastupitele obhájil v krajských volbách v roce 2012. Navíc byl v roce 2008 (a opět v roce 2012) zvolen radním kraje pro zdravotnictví a v lednu 2014 náměstkem hejtmana pro oblast zdravotnictví. Ve volbách v roce 2016 se mu však nepodařilo obhájit mandát krajského zastupitele (skončil jako první náhradník). Do krajského zastupitelstva se vrátil v únoru 2019, když na mandát rezignoval jeho stranický kolega Václav Votava. Ve volbách v roce 2020 post krajského zastupitele obhajoval, ale neuspěl (skončil jako první náhradník). Pro krajské volby v roce 2024 byl v Plzeňském kraji zvolen lídrem kandidátní listiny Sociální demokracie, ale neuspěl.
Ve volbách do Senátu PČR v roce 2014 kandidoval za ČSSD v obvodu č. 9 – Plzeň-město. Se ziskem 21,40 % hlasů skončil v prvním kole na 2. místě a postoupil tak do kola druhého. V něm však poměrem hlasů 45,73 % : 54,26 % prohrál s kandidátem ODS a Koruny České Lumírem Aschenbrennerem.

## Kontroverze
Začátkem roku 2022 bylo na Mudr. Václava Šimánka podáno Trestní oznámení. 
FN Plzeň vydala s účinností od 25. října 2021 zákaz návštěv na některých odděleních FN Plzeň
i přes nedoporučení Ministerstva zdravotnictví ČR, které v nařízení 14597/2021-5/MIN/KAN stanovilo podmínky, za kterých mohla být zachována možnost osobního kontaktu osob, pobývajících v některých zařízeních, s osobami jim blízkými. Mudr. Václav Šimánek nechal nařízení FN Plzeň v platnosti až do 30.3.2022. Takovéto restriktivní omezení znamenalo u pacientů v případě dlouhodobých hospitalizací / nebo u klientů v sociální službách, nadměrné vystavení stresogenním faktorům a izolace od vnějšího okolí a nemožnost sociálního kontaktu s rodinnými příslušníky mohlo mít významný negativní dopad na zdraví těchto osob.